# Richard Funk
Pour les articles homonymes, voir Funk.
Richard Funk, né le 22 novembre 1992 à Edmonton, est un nageur canadien. 

## Carrière
Né à Edmonton dans la province canadienne d'Alberta, il fait ses études universitaires à l'Université du Michigan.
Dès la saison 2011-2012, il participe aux championnats universitaires nationaux américains en natation.
La saison suivante il se qualifie pour les deux finales de brasse, finissant 7e du 200 m et gagnant la médaille de bronze au 100 m, permettant à son université de gagner l'épreuve globale de natation (en).
Funk est triple médaillé aux Jeux panaméricains de 2015 à Toronto.
En avril 2017, Funk est sélectionné avec l'équipe canadaienne aux Championnats du monde de natation 2017 à Budapest en Hongrie,.

## Notoriété extra-sportive
En 2014 aux Jeux du Commonwealth, il accède à la célébrité sur internet,, son nom affiché à côté du code de son pays formant la phrase « CAN Richard FUNK », donnant lieu à une création de meme, transformant son titre en question : « We know he can swim but... Can Richard Funk ? ».

## Palmarès

### Championnats du monde

#### Grand bassin
- Championnats du monde 2017 à Budapest :
  -  Médaille de bronze du relais 4 × 100 m quatre nages mixte.